# Buena Vista (Willemstad)
Buena Vista – dzielnica (wijk) miasta Willemstad oraz osada (buurt) w dystrykcie Willemstad, w kraju autonomicznym Curaçao, należącym do Holandii, w Ameryce Południowej. 20 października 2023 r. liczyła 4286 mieszkańców.  

## Osady
W skład dzielnicy wchodzi pięć osad (buurt):
| Lp. | Nazwa       | Powierzchnia km² | Liczba mieszkańców |
| --- | ----------- | ---------------- | ------------------ |
| 1.  | Bellevue    | 0,03             | 65                 |
| 2.  | Bivak       | 0,30             | 416                |
| 3.  | Buena Vista | 1,40             | 3526               |
| 4.  | Juanota     | 0,10             | 146                |
| 5.  | Normandie   | 0,06             | 135                |